# Haile Gebrselassie
Haile Gebrselassie (Asella, 18 de abril de 1973) é um atleta etíope corredor de longa distância, considerado um dos maiores fundistas da história, ao lado do finlandês Paavo Nurmi e do tcheco Emil Zatopek.
Ele é bicampeão olímpico e tetracampeão mundial dos 10.000 m e estabeleceu 27 recordes mundiais entre distâncias que vão dos 3.000 m à maratona. Digno sucessor do também etíope, recordista mundial, campeão olímpico e lendário maratonista Abebe Bikila, Haile tem o apelido de "Imperador" no mundo do atletismo, em alusão ao imperador etíope Haile Selassie e ao seu domínio das provas de fundo nos últimos quinze anos.

## Início
Gebrselassie nasceu numa família de dez filhos na pequena Asella, na província de Arsi, nos altiplanos da Etiópia. Criança pobre criada no campo, numa fazenda de plantação de arroz sem eletricidade nem água corrente, ele costumava correr dez quilômetros entre sua casa e a escola todas as manhãs, fazendo o trajeto de volta toda tarde. Isto o fez ter uma postura característica como corredor, com o braço direito dobrado num ângulo como se estivesse carregando ali os livros escolares. Em sua primeira corrida, aos 16 anos, uma prova de 1500m contra corredores mais velhos, ele venceu e recebeu como prêmio um calção e uma camiseta.
Começou a ser notado internacionalmente em 1992, quando ganhou os 5.000 m e os 10.000 m do Campeonato Mundial de Atletismo Júnior, em Seul e uma medalha de prata na categoria juvenil do Campeonato Mundial de Cross-Country.
No ano seguinte, ele venceu, em Stuttgart, na Alemanha, o que seria o primeiro de uma série de quatro títulos consecutivos nos 10.000 m do Campeonato Mundial de Atletismo. Em 1994, pela primeira vez quebrou o recorde mundial dos 5.000 m, marcando 12m56s para a distância. Em 1995, abaixou sua melhor marca dos 5.000 m em mais de dez segundos(12m44s) em Zurique, no que foi considerado pela revista Track & Field News 'A Corrida do Ano' e no fim do mesmo ano, quebrou pela primeira vez o recorde mundial dos 10.000 m (26m43s).

## O Imperador
Haile tornou-se famoso na mídia global e entre o público geral em 1996, quando conquistou a medalha de ouro nos Jogos Olímpicos de Atlanta estabelecendo nova marca olímpica (27m07s) para a prova. A pista dura do estádio olímpico, construída num material adequado especialmente para os corredores de velocidade, machucou seus pés e ele não pôde concretizar seu sonho de competir e vencer também nos 5.000 m, como seu ídolo da juventude, Miruts Yifter, fez nos Jogos Olímpicos de Moscou, dezesseis anos antes.
Em 1997, mais uma medalha de ouro nos 10.000 m do Mundial de Atenas, sua terceira consecutiva nesta prova em mundiais, e novo recorde mundial dos 5.000 m em Zurique (12m41s). Os anos de 1998 e 1999 viram Haile estabelecer cada vez mais sua supremacia nas provas de fundo em pista, quando venceu a Golden League e quebrou mais quatro recordes mundiais em pista coberta e aberta, sendo o principal deles os 10.000 m que sua nêmesis no esporte, o queniano Paul Tergat, havia retirado dele no ano anterior. Gebrselassie e Tergat tiveram árduas disputas nos 10.000 m, um contra o outro e em corridas separadas, mas a mais famosa delas viria no ano seguinte, em Sydney.

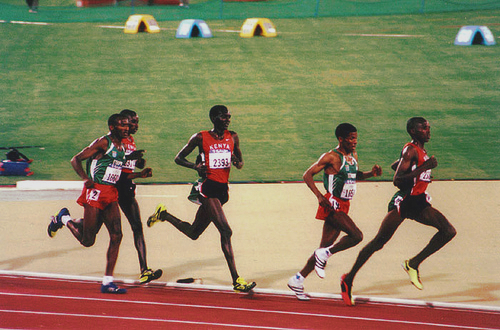
Sydney 2000: Haile (2º) disputa a final dos 10.000 m contra Tergat, (3º) no que seria sua segunda medalha de ouro olímpica na prova.

No ano 2000, ele mais uma vez liderou o ranking de fundistas, vencendo todas as provas das quais participou, nos 5.000 e 10.000 m rasos. A mais sensacional delas, e que o transformou no terceiro atleta na história em vencer esta prova em duas Olimpíadas - depois de Emil Zatopek e Lasse Viren - foi a final dos 10.000 m nos Jogos Olímpicos de Sydney, contra Tergat, seu grande adversário e demais quenianos, na mais apertada chegada de uma final olímpica nesta distância. Três quenianos e dois etíopes, entre eles Gebrselassie e Tergat, dispararam dos demais corredores no terço final da prova, revezando-se na liderança e vigiando-se mutuamente até a última volta. Nos últimos 400 m, os dois abriram espaço dos demais e o queniano deu uma arrancada fulminante na reta de chegada, parecendo que ia vencer a prova. Haile, entretanto, encontrou restos de força e, praticamente remando no ar, conseguiu ultrapassar Tergat por uma cabeça em cima da linha de chegada, numa diferença entre eles de 0.09s, quase a mesma da final dos 100 m rasos. Ele considera esta a maior vitória de sua carreira.
Eleito membro da comissão de atletas da International Association of Athletics Federations (IAAF) em 2003, neste ano ele conquistou a medalha de prata nos 10.000m do Campeonato Mundial de Atletismo de Paris, perdendo para aquele que tornou-se seu sucessor nas provas de fundo, seu compatriota e protegido, Kenenisa Bekele, que a partir dali começava seu reinado. A admiração e respeito dos atletas etíopes por Haile, que é um herói nacional da Etiópia, ficou marcado para todo mundo na tocante final dos 10.000 m nos Jogos de Atenas, em 2004, a última olimpíada disputada por ele. Bekele e Sileshi Sihine, outro etíope da nova geração, lideraram a prova por boa parte do tempo junto a Haile, até que nas últimas voltas, a recente contusão no tendão de Aquiles e a idade (31 anos) do Imperador, começaram a pesar e ele não conseguia acompanhar o ritmo dos dois compatriotas, que começavam a disparar na frente, deixando para trás os demais quenianos e marroquinos da disputa. Vendo que Haile não mais conseguia acompanhá-los, os dois propositalmente diminuíam o ritmo, olhavam para trás para Haile, voltavam a acelerar e diminuíam, permitindo inclusive a aproximação dos adversários, de maneira a que ele pudesse voltar à frente e conseguir um pódio tríplice da Etiópia. O gesto porém não deu resultado, Haile não manteve o ritmo alucinante dos outros dois, e Bekele disparou para a medalha de ouro com Sihine em segundo, restando a Haile o quinto lugar em sua corrida de então programada despedida das pistas de atletismo.

## Maratona
Após abandonar as pistas em 2004, ele passou a dedicar sua carreira a provas mais longas de rua e à maratona. Em abril de 2002, fez sua estreia na Maratona de Londres, sob grande curiosidade de fãs e da imprensa especializada com o que poderia realizar, mas ficou apenas em terceiro lugar, numa prova em que o marroquino naturalizado norte-americano Khalid Khannouchi, quebrou seu próprio recorde mundial e seu velho adversário das pistas, Paul Tergat, ficou em segundo. No ano seguinte, começou a brilhar novamente fora da pistas, vencendo todas as provas de rua e estrada que disputou, além da Maratona de Roterdã, onde conseguiu a melhor marca para a prova naquele ano em todo mundo, 2h06m20s.
Imbatível no circuito de provas de rua em 2005, Haile começou o ano de 2006 quebrando o recorde mundial da meia-maratona em janeiro, com a marca de 58m56s para a distância. Seu retorno à Maratona de Londres em abril, porém, foi para ele "a pior corrida de toda sua carreira", chegando apenas em nono lugar. Em setembro, entretanto, ele venceu a Maratona de Berlim, com a marca de 2h05m56s, a melhor do mundo no ano e que fez o dele o quinto homem a correr a distância em menos de 2:06, vencendo também em dezembro a Maratona de Fukuoka, no Japão.
Em 30 de setembro de 2007, Haile finalmente quebrou o recorde mundial da maratona, em Berlim, que pertencia desde 2003 a seu velho rival e amigo das pistas e agora das ruas, Paul Tergat, com a nova marca de 2h04m26s.
Após a quebra do recorde em Berlim, ele e seu técnico concluíram que poderia correr a prova em menos de 2h04m, se as condições de tempo e de percurso fossem favoráveis a isso. A maratona escolhida para a tentativa foi a de Dubai, nos Emirados Árabes, a ser realizada em janeiro de 2008 e anunciada como a mais rica maratona do mundo, com um prêmio de US$250 mil ao campeão e um bônus extra de US$1 milhão em caso de recorde mundial. Nela, apesar de fazer mais da metade da prova em ritmo de novo recorde mundial, Haile sentiu o vento contrário no terço final e terminou o percurso em 2h04m53s, mesmo assim, a segunda melhor marca de todos os tempos, superior apenas a seu próprio recorde.

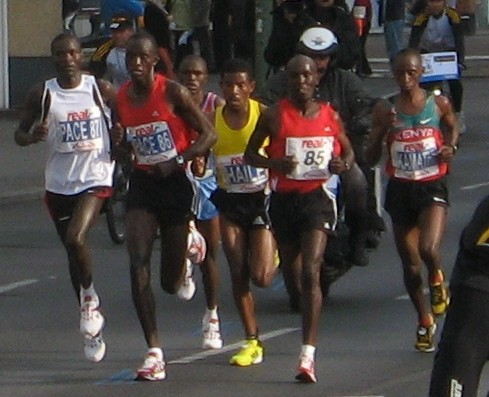
Haile Gebrselassie (de amarelo) na Maratona de Berlim de 2008, quando quebrou pela segunda vez o recorde mundial da prova.

Um dos maiores corredores da história, Haile Gebrselassie sofre de asma e por causa disso resolveu não participar da prova nos Jogos Olímpicos de Pequim, temeroso das condições atmosféricas na cidade e com a anunciada poluição local. Depois dos Jogos, que viu pela primeira um queniano - Samuel Wanjiru - os principais rivais dos etíopes nas provas de fundo do atletismo, vencer a maratona olímpica desde sua inauguração em 1896, ele se disse arrependido de não ter participado da maratona, pois as condições atmosféricas foram muito melhores, com o ar muito mais limpo do que se anunciava. Participou entretanto dos 10.000 m, conseguindo um modesto sexto lugar, e assistindo o compatriota Bekele vencer novamente a prova, tornando-se bicampeão olímpico da distância como ele.
Dois meses após os jogos, porém, Haile venceu novamente a Maratona de Berlim, e quebrou seu próprio recorde mundial, tornando-se o primeiro e até hoje um dos dois únicos homens no mundo a correr uma maratona em menos de 2h04m, tempo que superou por 1 segundo, em 2h03m59s.
Os anos de 2009 e 2010 viram o atleta etíope, já próximo dos 40 anos, ganhar novamente em Berlim e em Doha, nos Emirados Árabes. Em 2011, disputando mais uma vez a Maratona de Berlim aos 38 anos, Haile foi obrigado a desistir da prova por problemas respiratórios causados por sua asma crônica e assistiu ao queniano Patrick Makau quebrar seu recorde mundial na distância, estabelecendo um novo tempo de 2h03m38s.

## Vida pessoal
Casado e com três filhos, o homem que venceu 108 corridas em 56 cidades diferentes permanece comprometido com seu povo, a maioria do qual vive na extrema pobreza.
Seus negócios na Etiópia natal empregam 400 pessoas e incluem dois hotéis, uma academia de ginástica um cinema e uma revendedora de automóveis. Ele também abriu e sustenta duas escolas, frequentadas por 1200 crianças, que estudam com computadores e equipamento de laboratório de pesquisas. Mais de 80% destas crianças recebem instrução de alto nível, contra os 10% normais da sociedade etíope como um todo.
Um fato pitoresco de sua vida é que ele nunca tinha visto água de coco ou sequer sabia que coco possuía água, até prová-la, numa visita ao Brasil, em 2009.

## Citação
| “ | Às vezes as pessoas ficam zangadas comigo porque não lhes dou dinheiro. Eu então digo, se querem trabalhar, eu lhes darei trabalho. Darei um emprego e tomarei conta de você. Mas um homem não pode evoluir com presentes apenas, só com oportunidades. Onde você encontrar uma criança que queira aprender mas não encontra uma boa escola ou um homem que queira trabalhar e melhorar sua vida, mas não consegue encontrar emprego para ajudar sua família, é aí que eu preciso ajudar. O trabalho traz auto-confiança. | ” |